# Los Javaloyas
Los Javaloyas és una banda de pop mallorquina fundada l'any 1952.

## Trajectòria artística
El nom de la banda del sextet d'avui, que actualment inclou tres membres mallorquins, es remunta al fundador i líder, el músic valencià Luis Pérez Javaloyas (València, 1928 - Palma, 2007) (veu, piano i flauta ), que llavors tenia 24 anys. Es va associar amb cinc músics a València. Després de mudar-se a Palma dominada pel turisme, Rafael Torres (acordió i guitarra), Antonio Felany (bateria i trompeta), Serafí Nebot (veus, saxòfon, clarinet i violí) i Tony Covas (contrabaix) van entrar a formar part del grup.
Inicialment la banda va tocar a Mallorca, fent actuacions puntuals a ciutats europees i més endavant arreu del món. A Alemanya van actuar en un concert al costat dels The Beatles. A la dècada de 1970, la banda va actuar en diversos festivals d'èxit. També van actuar en dues pel·lícules rodades a Caracas i Roma. El 5 de novembre de 2014, els integrants de la banda fins i tot vius van ser homenatjats amb una vetllada de concerts en el Teatre Principal de Palma.
El 29 de juny de 2023 va morir Serafí Nebot (Son Servera, 29 de setembre de 1932) després de tota una vida dedicada a la música.

## Discografia

### Àlbums
- 1965: En Mallorca, La Voz de su Amo
- 1968: Los Javaloyas, La Voz De Su Amo

### EPs/Maxi-Singles/Singles
- 1960: Eres Diferente / Papá Quiere A Mamá / Los Niños Del Pireo / Tom Pillibi, Discos Belter
- 1960: La Violetera / Ay Cosita Linda / Quien Te Va A Querer / Chipichipi, Discos Belter
- 1964: Violeterra / Triana, Sonobel
- 1964: Tijuana, La Voz De Su Amo (7″-Single)
- 1964: Paradise Of Love / Ave María En El Morro / Les Montanyes / Mallorca Bella, La Voz De Su Amo
- 1964: Everything's Al'Right / Nuestro Juramento / No Me Digas Adios / Tu No Tienes Corazón, La Voz De Su Amo
- 1964: Sapore di Sale / Hippy, Hippy Shake / La Mama / Desata mi corazón, La Voz De Su Amo
- 1964:  No tiene edad / La Buenaventura / Cala d'Or / El Porompompero, La Voz De Su Amo
- 1965: Socorro, La Voz De Su Amo
- 1965: La playa de Palma, La Voz De Su Amo
- 1965: Rag Doll, La Voz De Su Amo
- 1965: En una Isla Maravillosa, La Voz De Su Amo
- 1965: Il Festival Internacional de la Canción de Mallorca, La Voz De Su Amo
- 1966: La ola marina / El gorrión / Sucu Sucu / Caminito del alma, Discos Belter
- 1966: Bomboncito melocotón / El album de fotos / Papá quiere a Mamá / Yo tengo una muñeca, Discos Belter
- 1966: Todo murió sin tu amor / Reir, Reir, Reir / Margarita / Vuelo 502, La Voz De Su Amo
- 1966: Tu amor de ayer – "Yesterday Man", La Voz De Su Amo
- 1966: Reir Reir Reir / Tot ja és mort, La Voz De Su Amo
- 1966: Sunny / Una sombra, La Voz De Su Amo
- 1966: Barbara Ann / Un hombre llorará / Mi verdad / Vivir contigo, La Voz De Su Amo
- 1967: Un eterno amor, La Voz De Su Amo / Balada de Bonnie y Clyde / Dias de Pearly Spencer / Lo que fue, La Voz De Su Amo
- 1967: Amor es mi canción / Marilu, La Voz De Su Amo
- 1967: Bona nit / Ella torna, La Voz De Su Amo, La Voz De Su Amo
- 1967:  Un hombre y una mujer / La canción de Lara, La Voz De Su Amo
- 1967: Verano en Mallorca con Los Javaloyas, La Voz De Su Amo
- 1967: Buenas vibraciones (Good Vibrations) / Quiero que me Quieras (Gimme Some Loving) / Tal vez un dia… / Has pasado a la historia (Out Of Time), La Voz de Su Amo
- 1967: Mágicos colores / Fuí Feliz / Naciste para mi / Palabras Nuevas, La Voz De Su Amo
- 1967: Vamos a San Francisco / Cuando salí de Cuba, La Voz De Su Amo
- 1968: El Porompompero / La Buenaventura, La Voz De Su Amo
- 1968: Otra Vez Mas / Santo Domingo, La Voz De Su Amo
- 1968: Cuando me enamore / Paradise of Love, La Voz De Su Amo
- 1968: Honey / Don Simón, La Voz De Su Amo
- 1969: La Chevecha / Quisiera, La Voz De Su Amo
- 1969: La Chevecha / Quisiera, La Voz De Su Amo
- 1969: La golondrina / Un poco más, La Voz De Su Amo
- 1969: Quiero volver a mi pais / Por Tu Amor, La Voz De Su Amo
- 1969: Javaloyas 69, Orlador
- 1970: Así es Alicante / La Dama de Elche, EMI/Odeon
- 1970: Y volveré / El mago, EMI/Odeon
- 1971: Dum, Dum / Ra-Ta-Ta, EMI/Odeon
- 1971: Va cayendo una lágrima / Mi única razón, EMI/Odeon
- 1971: La chica de la ladera (Menina da Ladeira) / No me molestes más (Hey Girl Don't Bother Me), EMI/Odeon